# Внуково (Великодворское сельское поселение)
Внуково — деревня в Тотемском районе Вологодской области.
Входит в состав Великодворского сельского поселения, с точки зрения административно-территориального деления — в Великодворский сельсовет.
Расположена на правом берегу реки Печеньга. Расстояние по автодороге до районного центра Тотьмы — 49 км, до центра муниципального образования деревни Великий Двор — 2 км. Ближайшие населённые пункты — Великий Двор, Воронино, Давыдиха.
По переписи 2002 года население — 36 человек (16 мужчин, 20 женщин). Всё население — русские.